# Fernando Laforia
Fernando Laforia (Montevideo, 1 de septiembre de 1987) es un murguista y exfutbolista uruguayo, que se desempeñaba como guardameta. 
Hijo del reconocido murguista Luis "Sapo" Laforia, alternó el fútbol y el carnaval a lo largo de su carrera, incluyendo largos períodos de inactividad para dedicarse a la murga Doña Bastarda.
Su retiro definitivo como futbolista profesional fue en 2024, cuando decidió volver a dedicarse al carnaval.

## Clubes
| Club                 | País    | Años      |
| -------------------- | ------- | --------- |
| Fénix                | Uruguay | 2005-2006 |
| Rentistas            | Uruguay | 2007      |
| Venados              | México  | 2007      |
| River Plate          | Uruguay | 2008-2013 |
| Montevideo Wanderers | Uruguay | 2013      |
| Atenas               | Uruguay | 2016-2018 |
| Bolívar              | Bolivia | 2018-2019 |
| Rampla Juniors       | Uruguay | 2021      |
| Miramar Misiones     | Uruguay | 2022      |
| Montevideo Wanderers | Uruguay | 2022-2023 |

## Palmarés

### Títulos nacionales
| Competición        | Equipo      | País    | Año  |
| ------------------ | ----------- | ------- | ---- |
| Torneo Preparación | River Plate | Uruguay | 2012 |
| Copa Integración   | River Plate | Uruguay | 2012 |